# Comunicaciones durante los atentados del 11 de septiembre

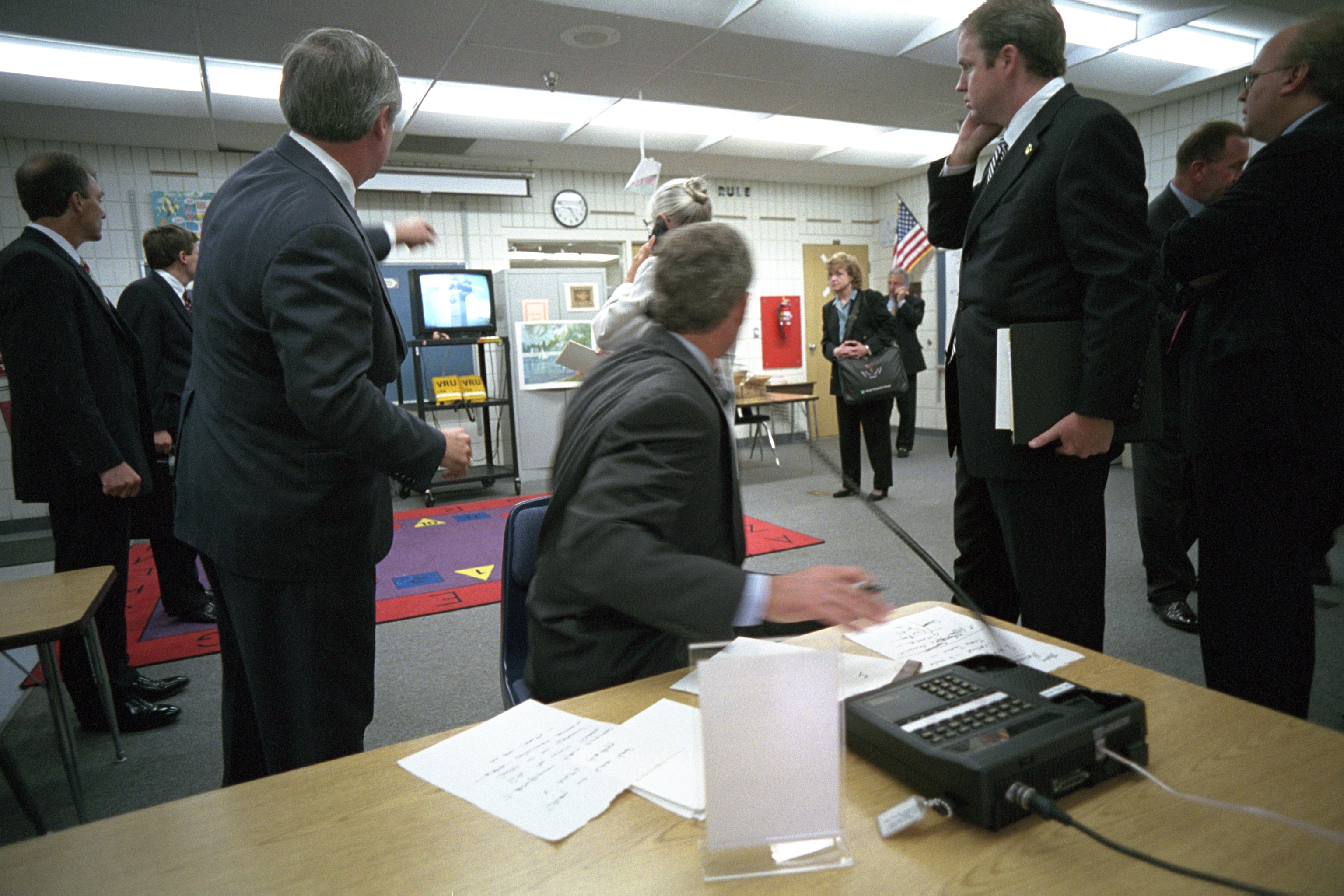
El presidente de los Estados Unidos, George W. Bush, habla por un teléfono seguro STU-III mientras ve la cobertura televisiva de los ataques del 11 de septiembre desde un aula de escuela en Florida.

Los problemas de comunicación jugaron un papel importante en los ataques del 11 de septiembre de 2001 y sus secuelas. Los sistemas fueron destruidos o abrumados de diversas formas por cargas mayores de las que fueron diseñados para transportar, o no funcionaron como se pretendía o deseaban.

## Atacantes
Los organizadores de los ataques del 11 de septiembre de 2001 aparentemente planearon y coordinaron su misión en reuniones cara a cara y utilizaron poca o ninguna comunicación electrónica. Este "silencio de radio" hizo que su plan fuera más difícil de detectar.

## Gobierno federal
Según la declaración No. 17 del personal de la Comisión del 11-S, hubo varios fallos de comunicación a nivel del gobierno federal durante y después de los ataques del 11-S. Quizás el más grave ocurrió en una «Conferencia telefónica sobre amenazas aéreas» iniciada por el Centro de Comando Militar Nacional (NMCC) después de que dos aviones se estrellaran contra el World Trade Center, pero poco antes de que el pentágono fuera alcanzado. Los participantes no pudieron incluir en la llamada al centro de comando de control de tráfico aéreo de la Administración Federal de Aviación (FAA), que tenía la mayor cantidad de información sobre los secuestros.Según el informe del personal:

«Los operadores trabajaron febrilmente para incluir a la FAA en esta teleconferencia, pero tenían problemas con el equipo y dificultades para encontrar números de teléfono seguros. NORAD pidió tres veces antes de las 10:03 para confirmar la presencia de la FAA en la conferencia, para proporcionar una actualización sobre los secuestros. La FAA no se unió a la llamada hasta las 10:17. El representante de la FAA que se unió a la llamada no estaba familiarizado ni era responsable de una situación de secuestro, no tenía acceso a los tomadores de decisiones y no tenía ninguna información disponible para los altos funcionarios de la FAA en ese momento. No encontramos evidencia de que, en este momento crítico, durante la mañana del 11 de septiembre, los principales comandantes de NORAD, en Florida o en el Complejo Cheyenne Mountain, alguna vez se coordinaran con sus contrapartes en la sede de la FAA para mejorar el conocimiento de la situación y organizar una respuesta común. Los funcionarios de nivel inferior improvisaron: el Boston Center de la FAA eludió la cadena de mando para ponerse en contacto con NEADS. Pero los funcionarios de más alto nivel del Departamento de Defensa se basaron en la Conferencia sobre Amenazas Aéreas de la NMCC, en la que la FAA no participó de manera significativa.p.21»

## Socorristas
Después del atentado contra el World Trade Center de 1993, se instalaron repetidores de radio para las comunicaciones del departamento de bomberos de la ciudad de Nueva York en el complejo de la torre. Debido a que no sabían que era necesario operar varios controles para activar completamente el sistema repetidor, los jefes de bomberos en su puesto de mando en el vestíbulo de la Torre Norte pensaron que el repetidor no estaba funcionando y no lo usaron, aunque funcionó y se usó por algunos bomberos.
Los esfuerzos de ayuda de emergencia tanto en el Bajo Manhattan como en El Pentágono fueron aumentados por operadores de radio aficionados voluntarios en las semanas posteriores a los ataques.

## Victímas

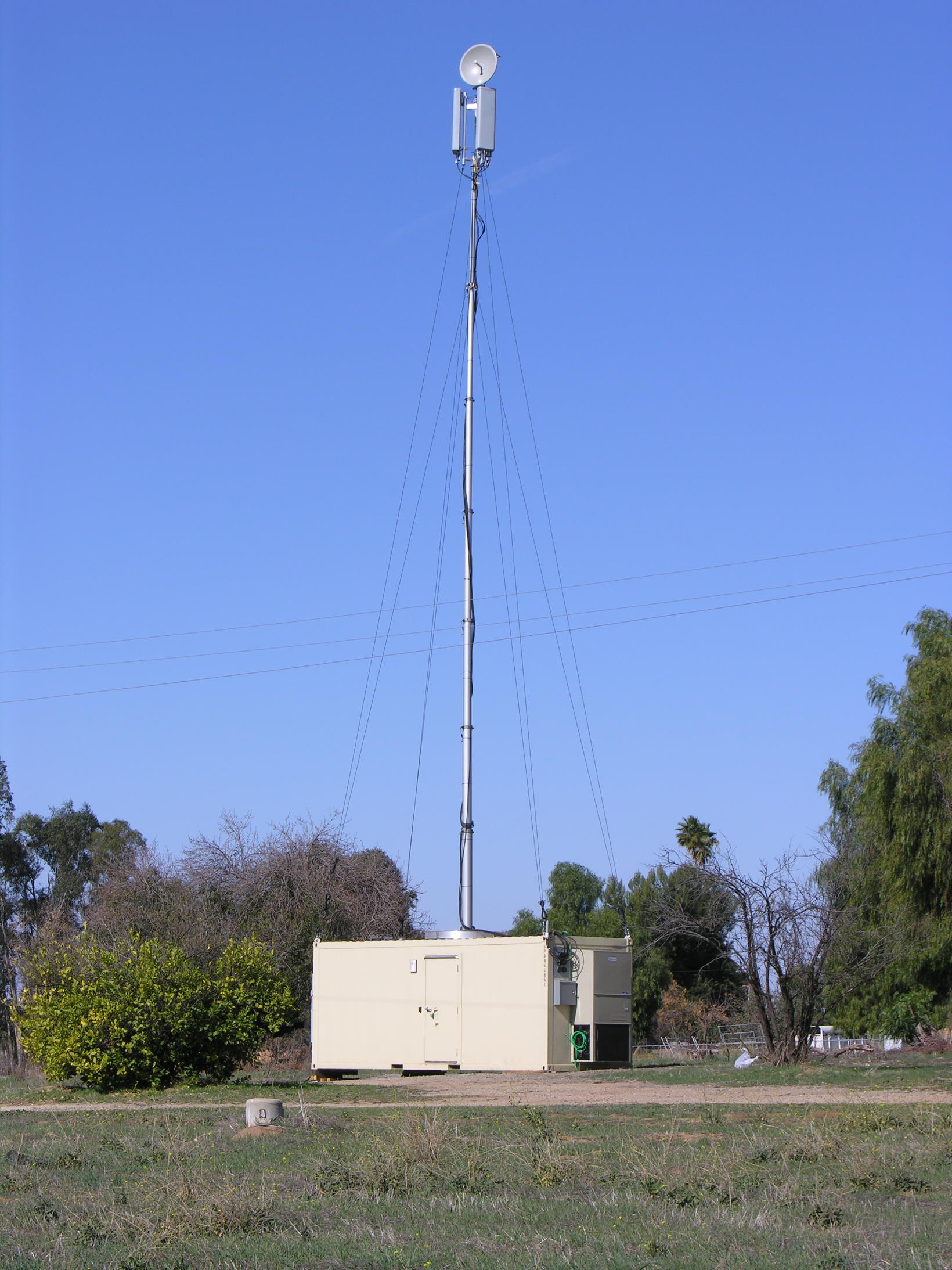
Imagen de una torre celular sobre ruedas, las torres celulares sobre ruedas fueron usadas para restablecer las comunicaciones móviles después de los ataques del 11 de septiembre.

Los teléfonos celulares en el avión jugaron un papel importante durante y después del ataque, comenzando con los pasajeros secuestrados que llamaron a sus familiares o notificaron a las autoridades sobre lo que estaba sucediendo. Los pasajeros y la tripulación que hicieron llamadas incluyen: Sandra Bradshaw, Todd Beamer, Tom Burnett, Mark Bingham, Peter Hanson, Jeremy Glick, Barbara K. Olson, Renee May, Madeline Amy Sweeney, Betty Ong, Robert Fangman, Brian David Sweeney y Ed Felt. Los ocupantes inocentes a bordo del vuelo 93 de United Airlines pudieron evaluar su situación basándose en estas conversaciones y planearon una revuelta que resultó en el accidente de la aeronave. Según el personal de la comisión del 11-S: «Sus acciones salvaron la vida de innumerables personas y pueden haber salvado de la destrucción al Capitolio de los Estados Unidos o la Casa Blanca».
Según el Informe de la Comisión del 11-S, 13 pasajeros del Vuelo 93 hicieron un total de más de 30 llamadas tanto a familiares como al personal de emergencia (veintidós llamadas telefónicas aéreas confirmadas, dos teléfonos móviles confirmados y ocho no especificados en el informe). Brenda Raney, portavoz de Verizon Wireless, dijo que el vuelo 93 fue apoyado por varios sitios celulares. Según los informes, hubo tres llamadas telefónicas del vuelo 11, cinco del vuelo 175 y tres llamadas del vuelo 77. Se grabaron dos llamadas de estos vuelos, realizadas por los asistentes de vuelo: Betty Ong en el vuelo 11 y CeeCee Lyles en el vuelo 93.
Alexa Graf, portavoz de AT&T, dijo que fue casi una casualidad que las llamadas llegaran a sus destinos. Marvin Sirbu, profesor de Ingeniería y Políticas Públicas en la Universidad Carnegie Mellon dijo el 14 de septiembre de 2001, que «El hecho del asunto es que los teléfonos celulares pueden funcionar en casi todas las fases de un vuelo comercial». Otros expertos de la industria dijeron que es posible usar teléfonos celulares con diversos grados de éxito durante el ascenso y descenso de los vuelos de las aerolíneas comerciales.
Después de que cada uno de los aviones secuestrados golpeó el World Trade Center, las personas dentro de las torres hicieron llamadas a familiares y seres queridos; para las víctimas, esta fue su última comunicación. Otras personas que llamaron dirigieron sus súplicas de ayuda al 9-1-1. Más de nueve horas de las llamadas al 9-1-1 fueron finalmente liberadas después de una petición de The New York Times y las familias de las víctimas del WTC. En 2001, los teléfonos celulares estadounidenses aún no tenían las capacidades fotográficas que se generalizaron a mediados de la década de 2000.

«Mama, soy Stephen. Un avión choco contra mi edificio. Creo que estoy bien ahora, estoy a salvo, pero hay mucho humo. Solo quiero que sepas que te amo mucho y te llamare cuando este a salvo. ¿Esta bien, mama?, adiós»
—Buzón de voz de una víctima de los ataques del 11 de septiembre en la torre norte del World Trade Center; Stephen Mulderry

## Público en general
Después del ataque, la red de telefonía celular de la ciudad de Nueva York se sobrecargaba rápidamente ya que el tráfico se duplicó en los niveles normales. El tráfico de teléfonos celulares también se sobrecargo en toda la costa este, lo que provocó fallas en la red de telefonía celular. El servicio telefónico de Verizon en el centro de la ciudad se interrumpió durante días y semanas debido a los cables de los suscriptores cortados, y al intercambio 140 West Street que se cerró durante días. La capacidad entre Brooklyn y Manhattan también se vio disminuida por los cables troncales cortados.
Después de los ataques, los problemas con la red celular no se resolvieron hasta que se desplegaron 36 torres celulares sobre ruedas el 14 de septiembre de 2001 en el Bajo Manhattan para apoyar a la Agencia Federal para el Manejo de Emergencias de los Estados Unidos (FEMA) y proporcionar un servicio telefónico crítico a los trabajadores de rescate y recuperación.
Dado que tres de las principales estaciones de propiedad y operación de la red de transmisión de televisión tenían sus torres de transmisión en la cima de la Torre Norte, la cobertura fue limitada después del colapso de la torre. El transmisor de FM de la estación de Radio Pública Nacional WNYC también fue destruido en el colapso de la Torre Norte y sus oficinas evacuadas. Durante un período provisional, continuó transmitiendo en su frecuencia AM y utilizó las oficinas de NPR en Nueva York para producir su programación.
La alimentación por satélite de una estación de televisión, WPIX, se congeló en la última imagen recibida del mástil del WTC; la imagen (una toma de cámara remota de las torres en llamas), visible en toda América del Norte (ya que WPIX está disponible en la televisión por cable en muchas áreas), permaneció en la pantalla durante gran parte del día hasta que WPIX pudo configurar instalaciones de transmisión alternativas. Muestra el WTC en el momento en que se cortó la energía al transmisor WPIX, antes del colapso de las torres.
Durante los ataques del 11 de septiembre, WCBS-TV (canal 2) y WXTV-TV (canal 41) permanecieron en el aire. A diferencia de la mayoría de las otras estaciones de televisión importantes de Nueva York, WCBS-TV mantuvo un transmisor de respaldo de potencia completa en el Empire State Building después de mover su transmisor principal a la Torre Norte del World Trade Center. La estación también fue transmitida simultáneamente a nivel nacional en Viacom (que en ese momento era propietaria de CBS) red de cable VH1 ese día. Inmediatamente después de los ataques, la estación prestó tiempo de transmisión a las otras estaciones que habían perdido sus transmisores, hasta que encontraron equipos y ubicaciones de respaldo adecuados.
El Sistema de Alerta de Emergencia en los Estados Unidos nunca se activó en los ataques terroristas, ya que la amplia cobertura de los medios de comunicación lo hacía innecesario.

AT&T eliminó cualquier costo por llamadas nacionales originadas en el área de la ciudad de Nueva York (teléfonos que usan códigos de área 212, 718, 917, 646y 347) en los días posteriores al 9/11.

Atentados del 11 de septiembre en televisión
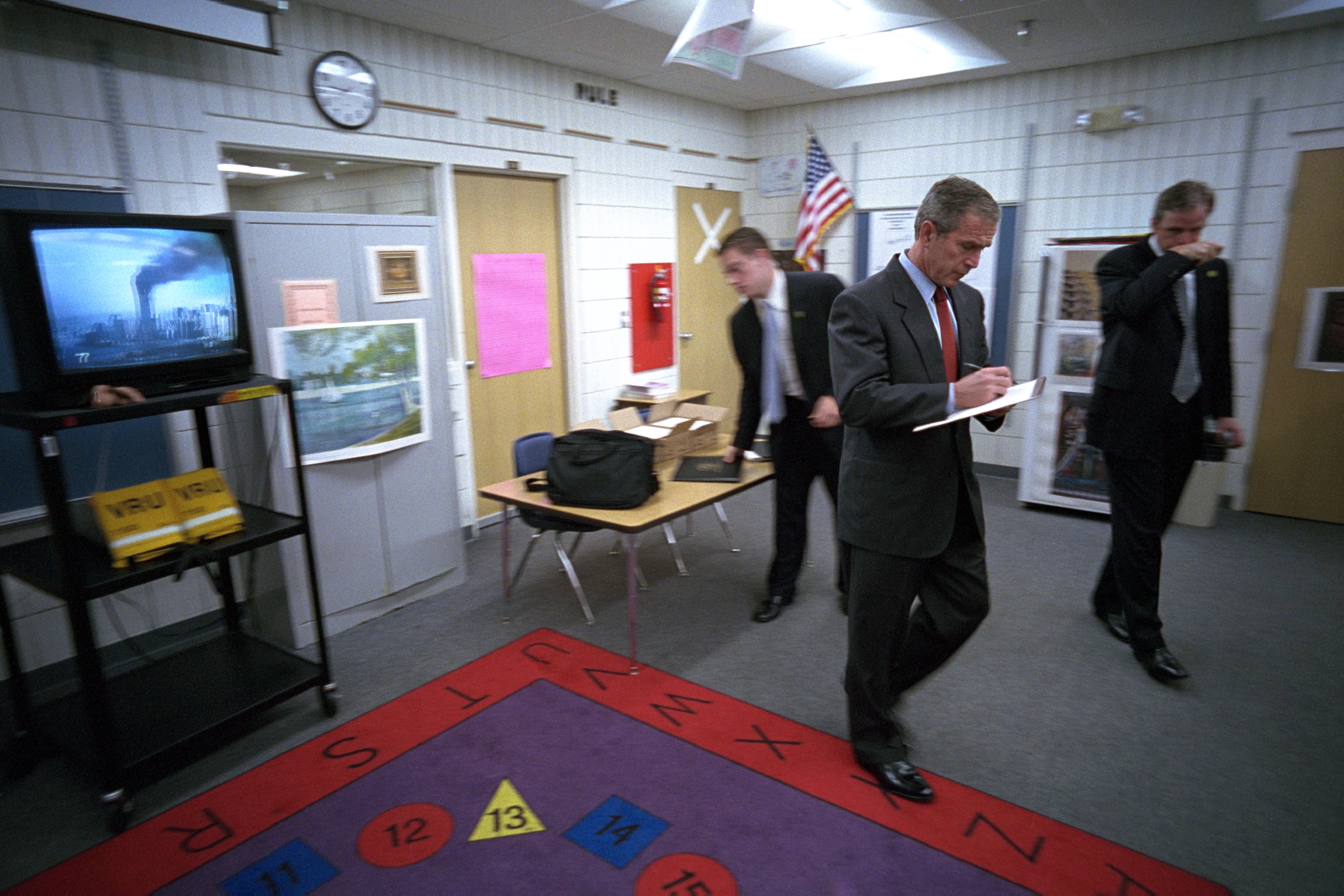
Alrededor de las 9:10 a.m. y justo después de que el segundo avión golpeara el WTC, el presidente George W. Bush sale del aula que estaba visitando en la Escuela Primaria Booker (Sarasota, Florida) y entra en la sala de espera de su personal. Todavía no había visto el video de un avión golpeando las torres. La primera torre caería más tarde en la hora.
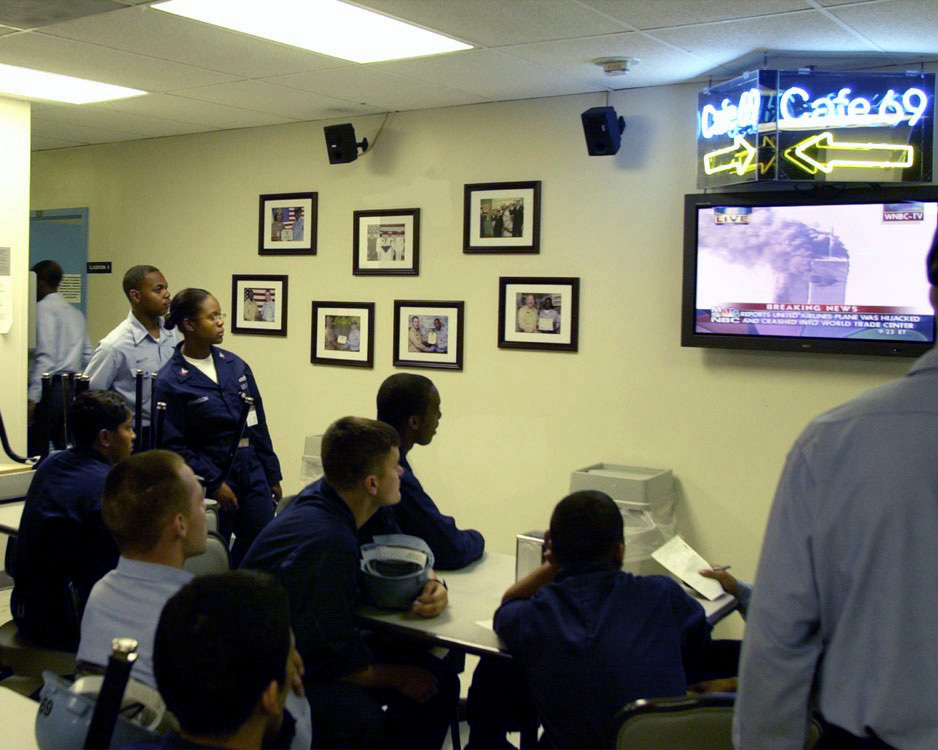
A bordo del portaaviones USS DWIGHT D. EISENHOWER (CVN-69), los marineros de la Armada de los Estados Unidos (USN) ven informes de noticias televisados, que muestran el World Trade Center, durante los ataques terroristas.
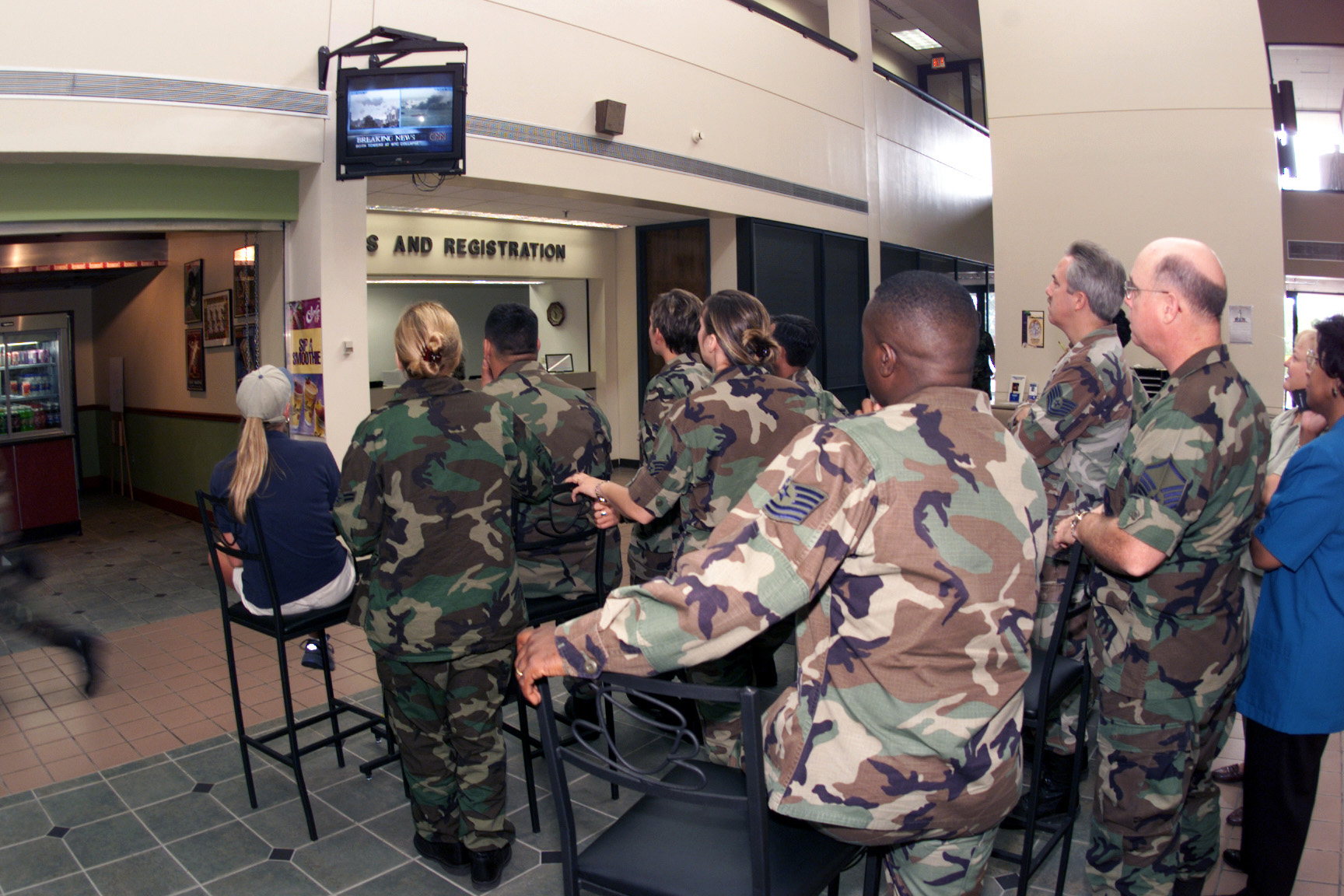
Viendo la televisión, el personal militar y los empleados civiles en el Vuelo de Personal Militar, Shaw AFB, Carolina del Sur, viendo informes en vivo en CNN del ataque terrorista contra los Estados Unidos en la mañana del 11 de septiembre de 2001.
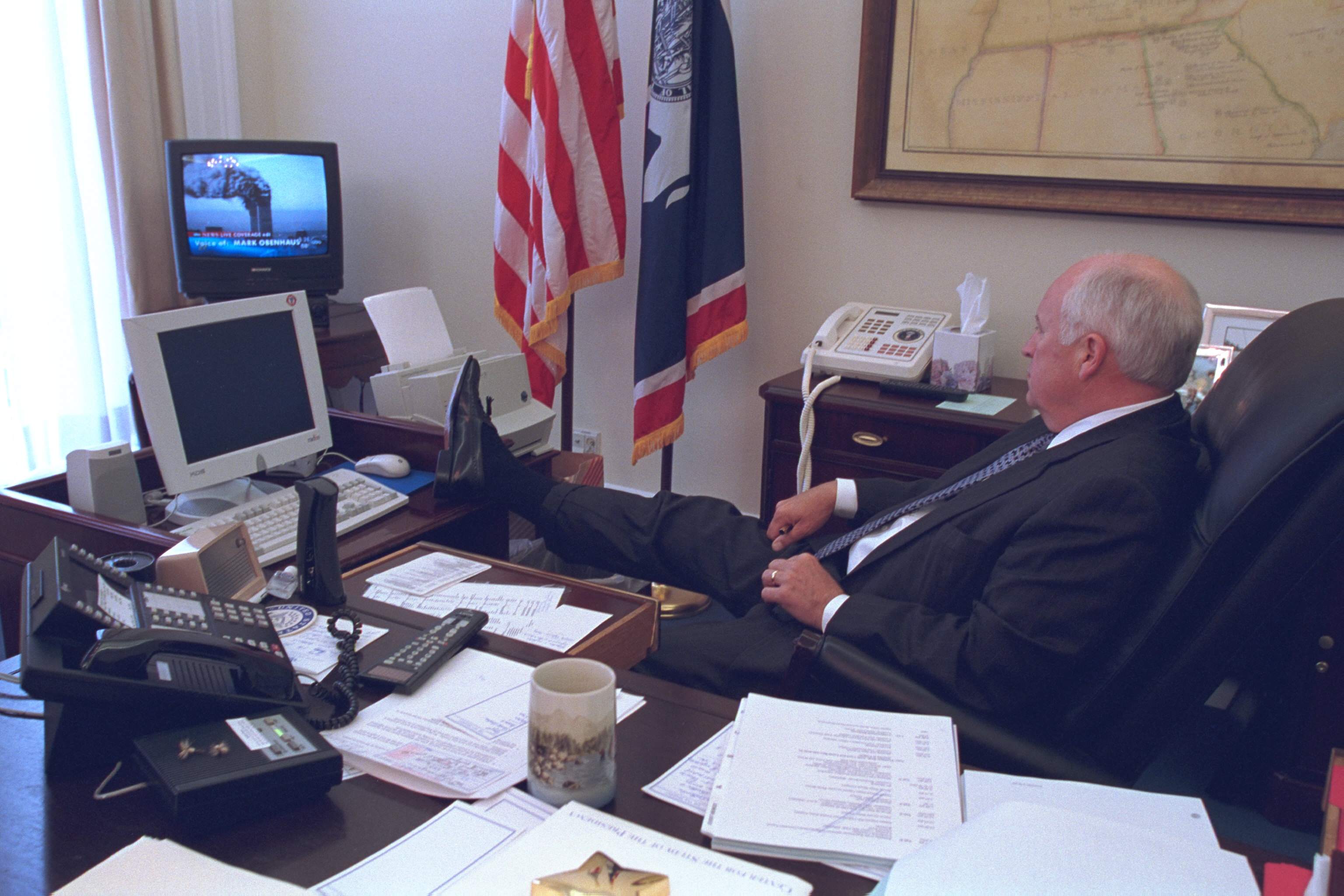
El vicepresidente de los Estados Unidos Cheney ve en la televisión las torres gemelas en llamas.